# Copa Pepe Reyes 2019
La Copa Pepe Reyes 2019 (en inglés y de manera oficial Pepe Reyes Cup 2019) fue la 19.ª edición de la Copa Pepe Reyes, la supercopa organizada por la Asociación de Fútbol de Gibraltar. El torneo se disputó el 11 de agosto de 2019 en el Estadio Victoria. Europa se coronó campeón, consiguiendo su tercer título.

## Clubes participantes
El torneo de este año fue jugado entre Europa, campeón de la Rock Cup 2019 y Lincoln Red Imps, campeón de la Primera División 2018-19.
| Club             | Método de clasificación                |
| ---------------- | -------------------------------------- |
| Europa           | campeón de la Rock Cup 2019            |
| Lincoln Red Imps | Campeón de la Primera División 2018-19 |

## Partido
| 11 de agosto de 2019, 20:30 | Lincoln Red Imps | 0:1 (0:1) | Europa         | Estadio Victoria, Gibraltar |  |
|                             |                  | Reporte   | Liam Walker 3' |                             |  |

### Campeón
| Campeón Copa Pepe Reyes 2019 |
| ---------------------------- |
| Europa 3.° título            |